# Bosse Schön
Bo-Göran (Bosse) Schön, född 17 oktober 1951 i Ljusdal i Hälsingland, är en svensk författare, bokförläggare och journalist. Han har blivit känd för sina böcker om svenskar som deltog i andra världskriget på Nazitysklands sida. Schön menade i en uppmärksammad debattartikel på Newsmill att Selma Lagerlöf stödde den rasbiologiska rörelsen eftersom hon 1921 skänkte ett pris till en skönhetstävling för korandet av en "äktsvensk kvinnotyp".